# Schleswig-Holstein Musik Festival
Het Schleswig-Holstein Musik Festival is een festival voor klassieke muziek dat jaarlijks in de zomermaanden in meerdere plaatsen van de Duitse deelstaat Sleeswijk-Holstein plaatsvindt. Het festival werd opgericht in 1986 door de Duitse pianist Justus Frantz en is een van de grootste klassieke-muziekfestivals ter wereld.
Justus Frantz bleef 9 jaar leider van het festival. Van 1996 tot 1998 was Franz Willnauer de intendant. Hij werd opgevolgd door Christoph Eschenbach als artistiek leider samen met Rolf Beck van 1999 tot 2002, en sinds 2002 is Rolf Beck de enige intendant van het festival. Zijn contract loopt in elk geval nog tot 2011.
De stichting die het festival organiseert is gevestigd in Schloss Rantzau, een historisch paleis in de binnenstad van Lübeck.
Het festival bestaat uit verschillende onderdelen: de orkestacademie, de kooracademie in Lübeck (sinds 2002), de masterclasses en "Jazz Baltica". Met de internationale orkestacademie (opgericht in 1987 door Leonard Bernstein) wordt elk jaar een symfonieorkest samengesteld uit jong talent uit de hele wereld: het Schleswich-Holstein Musik Festival Orchester. In Nederland is het festival vooral bekend door dit orkest, dat jaarlijks een tournee maakt met onder meer concerten in het Amsterdamse Concertgebouw.
Sinds 1996 is jaarlijks een ander land het "zwaartepunt" van het festival. Nederland was dit in 2006, onder het motto "Dat klinkt lekker".